# Miodrag Belodedici
Miodrag Belodedici (Socol, 20 maggio 1964) è un ex calciatore rumeno, di ruolo difensore.

## Carriera

### Club
È stato uno dei pilastri di Steaua Bucarest e Stella Rossa Belgrado, con le quali ha vinto due Coppe dei Campioni.
Nato a Socol da padre serbo e madre serba, al confine tra Romania e Jugoslavia, è sempre stato tifoso della Stella Rossa. Dopo aver vinto con la Steaua Bucarest 4 campionati, 3 Coppe di Romania, una Coppa dei Campioni e una Supercoppa UEFA, fuggì dalla Romania, in quanto il regime di allora non permetteva ai calciatori del proprio campionato di trasferirsi all'estero. Approdò quindi in Jugoslavia per giocare con la Stella Rossa, compagine di cui fu anche l'unico straniero.
A Belgrado venne sospeso per un anno dalla UEFA per il fatto che le autorità rumene occultarono il suo contratto da professionista. Dal 1989 ebbe il via libera e divenne subito un pilastro della Stella Rossa, dove vinse un'ulteriore Coppa dei Campioni e una Coppa Intercontinentale nel 1991.
Nel 1992 iniziò la sua carriera in Spagna, dove rimase per quattro anni e vestì le maglie di Valencia, Real Valladolid e Villarreal. 
Giocò poi per due stagioni in Messico con l'Atlante, prima di fare ritorno nel 1998 alla Steaua Bucarest, dove nel 2001 concluse la carriera agonistica.

### Nazionale
Con la nazionale rumena esordì, ventenne, il 31 luglio 1984, giocando in amichevole contro la Cina, battuta per 1-0. Dopo un bando di tre anni dalla nazionale a causa della sua fuga in Jugoslavia, tornò in tempo per disputare il campionato mondiale del 1994 (dove sbagliò un calcio di rigore ai quarti di finale, poi persi), il campionato europeo del 1996 e il campionato europeo del 2000. Conta 55 presenze e 5 reti in nazionale.

## Palmarès

### Club

#### Competizioni nazionali
- Campionato rumeno: 6

Steaua Bucarest: 1984-1985, 1985-1986, 1986-1987, 1987-1988, 1988-1989, 2000-2001
- Coppa di Romania: 4

Steaua Bucarest: 1984-1985, 1986-1987, 1987-1988, 1998-1999
- Campionato jugoslavo: 3

Stella Rossa: 1989-1990, 1990-1991, 1991-1992
- Coppa di Jugoslavia: 1

Stella Rossa: 1989-1990

#### Competizioni internazionali
- Coppa dei Campioni: 2

Steaua Bucarest: 1985-1986
Stella Rossa: 1990-1991
- Supercoppa UEFA: 1

Steaua Bucarest: 1986
- Coppa Intercontinentale: 1

Stella Rossa: 1991